# Parnassius felderi
Felder's Apollo Parnassius felderi là một loài bướm ngày sinh sống ở vùng núi cao được tìm thấy ở Amur, Ussuri và Trung Quốc, Triều Tiên và Nhật Bản. Nó là một thành viên của giống Snow Apollo (Parnassius), thuộc Họ Swallowtail (Papilionidae).
P. felderi is considered conspecific with Parnassius eversmanni by most authors but a good species by Weiss (1999).

## Hình ảnh

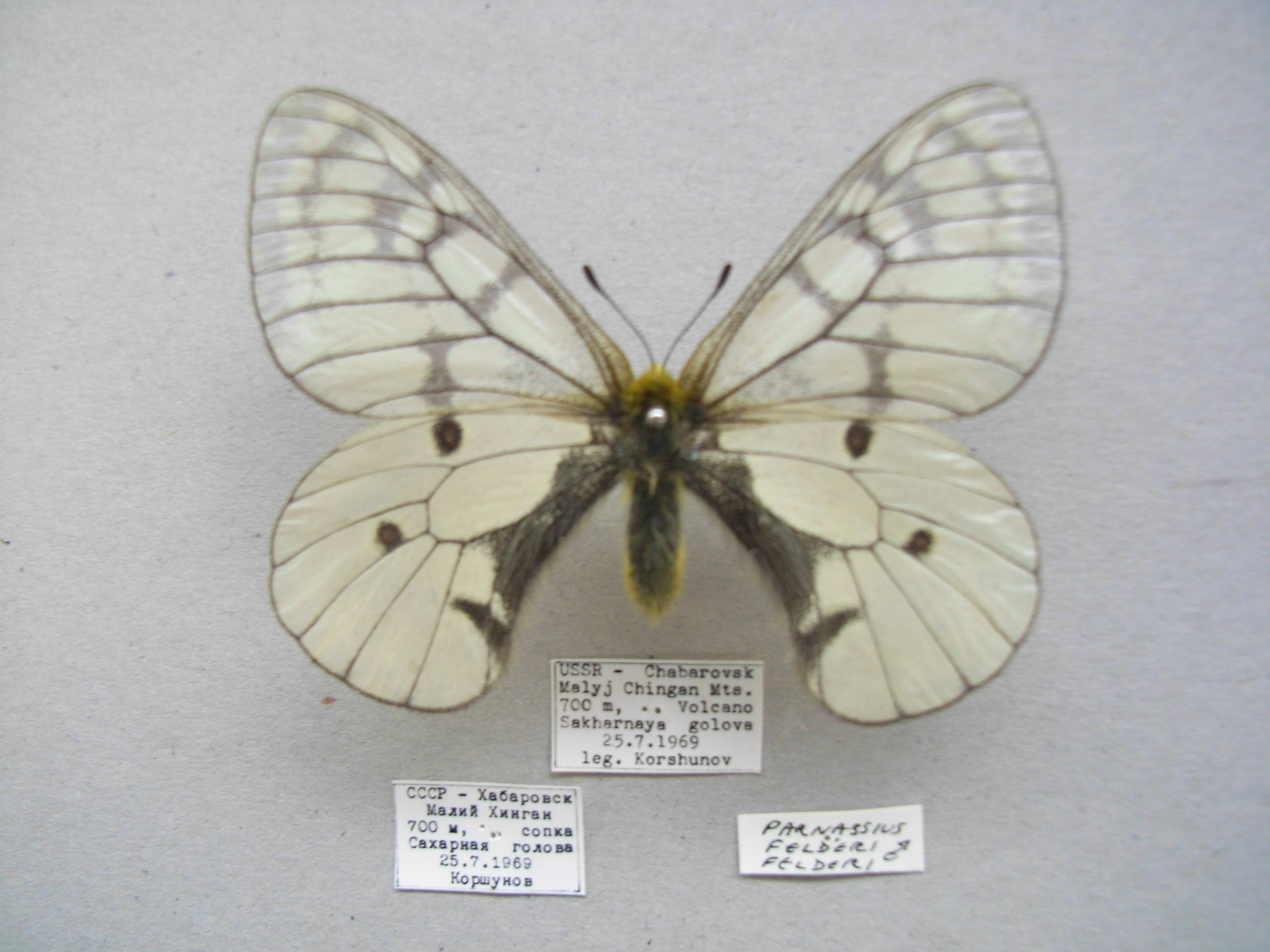